# L'Étrange Monsieur Duvallier
L'Étrange Monsieur Duvallier est une série télévisée française, tirée de la série de romans Raner, écrite par Claude Klotz et publiée au Fleuve Noir. Les six épisodes de 55 minutes ont été diffusés en 1979 sur TF1.

## Synopsis
Cette série raconte les pérégrinations d'un aventurier des temps modernes, Raner, qui se dissimule sous l'identité de M. Duvallier, un notable. Ancien gangster présumé mort, Raner prend les traits d'un homme d'affaires vieux et riche, pour devenir philanthrope et améliorer la condition humaine. Seule sa secrétaire Laurence connaît son secret.

## Fiche technique
- Auteurs : Claude Brami, Daniel Goldenberg, Pierre Lary et Béatrice Rubinstein
- Réalisateur : Victor Vicas
- Musique : Claude Bolling
- Nombre d'épisodes : 6
- Nombre de saisons : 1
- Durée : 55 minutes
- Date de première diffusion : 15 juin 1979 en France

## Distribution
- Louis Velle - Raner
- Sabine Azéma - Laurence
- Guy Grosso - Pibarot

Acteurs invités
- Henri Courseaux
- Robert Party
- Raoul Curet
- Michel Derain
- Philippe Brigaud
- Luis Barboo
- Jacqueline Jefford
- Guy Laporte
- Henri Bon

## Épisodes de la saison 1
1. Casse-Cash
2. Karaté-Caramel
3. Bing-Banque
4. Cosmos-Cross
5. Flic-flash
6. Tire-lire